# Lubianoi
Lubianoi (en rus: Лубяной) és un poble (un possiólok) de l'óblast de Sverdlovsk, a Rússia, segons el cens del 2010 tenia 232 habitants.